# Basilejský masakr

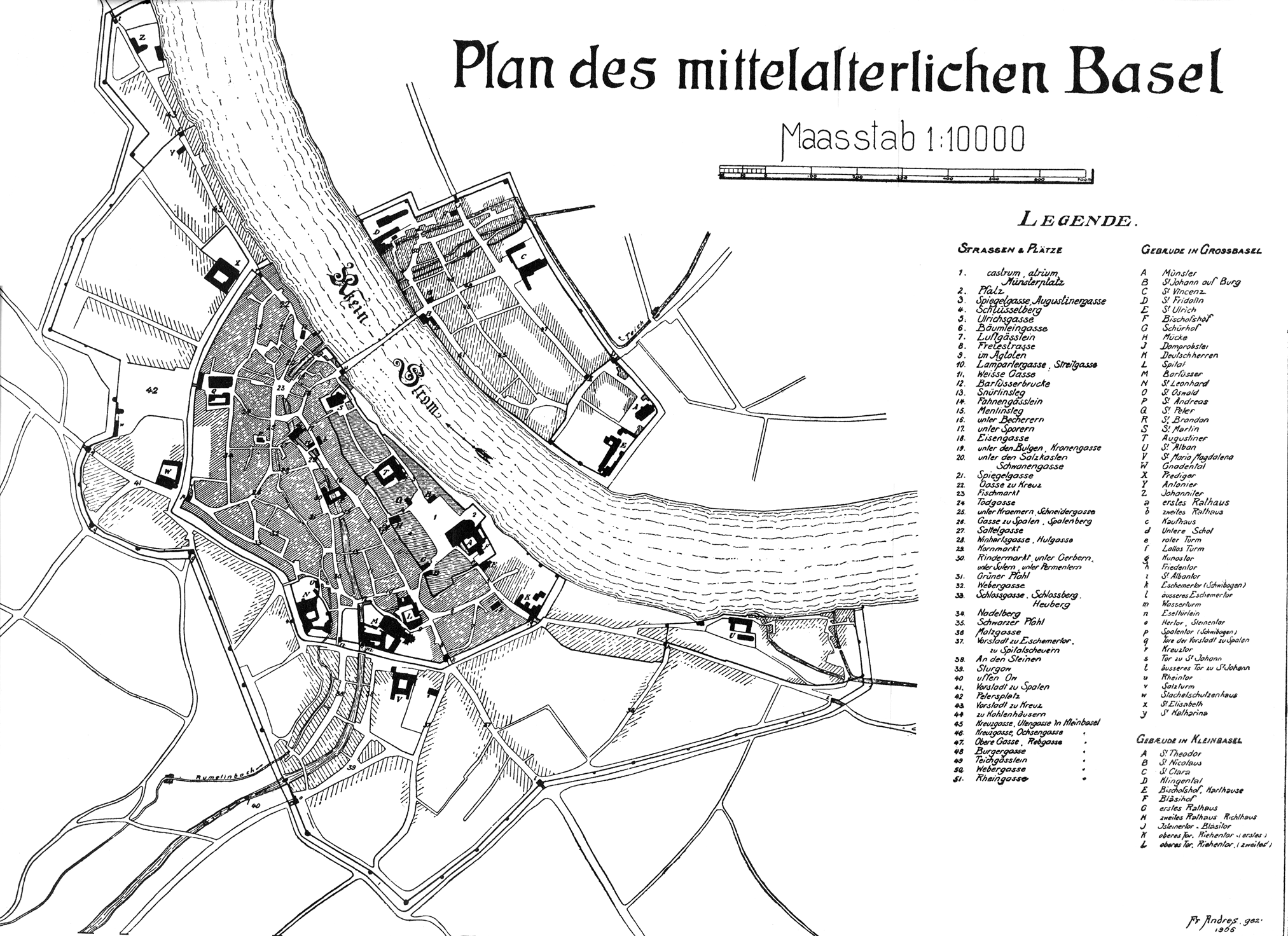
Mapa z roku 1906 znázorňující podobu středověké Basileje

Basilejský masakr byl protižidovský pogrom, ke kterému došlo v lednu 1349 v Basileji v souvislosti s údajnou otravou studní, která měla způsobit epidemii černé smrti. Byl jedním z mnoha masakrů, ke kterým došlo během pronásledování Židů během morové epidemie. K masakrům nedocházelo pouze ve Švýcarsku, ale Židé byli pronásledováni na mnoha místech Evropy. Řada Židů byla během basilejského masakru upálena zaživa poté, co byli zavřeni v dřevěné konstrukci postavené na nedalekém ostrově na Rýně. Počty o takto zavražděných Židech se liší, podle dobých kronik bylo upáleno 300 až 600 lidí, podle některých moderních historiků jich mohlo být 50 až 70. Židovské děti byly během masakru zřejmě ušetřeny, ale byly násilně pokřtěny a poslány do klášterů.

## Pozadí
Židé žili v Basileji přinejmenším od roku 1213, kdy místní komunita patřila k největším v Evropě. Komunita se rozrůstala a do poloviny 14. století ji tvořilo 19 domů a synagoga. Poté, co jiná města provedla pogromy proti vlastním Židům, napsali jejich představitelé do Basileje, aby postupovala proti svým Židům stejně. S šířením moru ve 14. století docházelo k takovým pogromům napříč Evropou. Tyto pogromy byly reakcí na falešná obvinění Židů, že otravují studně, což ještě posílilo antisemitské postoje křesťanské většiny. Ačkoliv zvěsti o otravě studní jistě hrály roli i v podněcování protižidovských nálad v Basileji, důvody pro zdejší pronásledování se týkaly spíše sociálních a politických problémů. Někteří basilejští šlechtici byli skutečně dočasně vyhnáni z města na základě údajně falešných svědectví Židů (Ac quibusdam eciam nobilibus Basilee pro quandam iniura ludeis illata ad logum tempus bannitis). Nenávist nižších vrstev k Židům pramenila z jejich přesvědčení, že Židé byli "spojeni" se šlechtou, které často půjčovali peníze. Skutečnost, že prostí občané v tomto případě podporovali šlechtu, naznačuje složitost basilejské sociální struktury. Již o Vánocích roku 1348, dříve než se mor dostal do Basileje, byl židovský hřbitov zničen a řada Židů z města uprchla.

## Pogrom
Dav příslušníků cechů vtrhl do basilejské radnice a požadoval, aby se vyhnaní šlechtici mohli vrátit. Zdá se, že masakr Židů v Basileji byl předem promyšlený, jak naznačuje skutečnost, že dav nesl transparenty, což naznačuje, že akce byla předem promyšlená. Navíc i stavba dřevěné konstrukce, ve které měli být Židé upáleni, zabrala nějaký čas, což je další náznak toho, že se jednalo o předem připravený čin.
Zastrašení městští radní jejich žádosti vyhověli a prohlásili, že žádný Žid se nebude moci do města vrátit po dobu dvou set let. Bez jakéhokoli soudu nebo vyšetřování poté městští radní nařídili vyhlazení basilejských Židů. Židé byli odvedeni a zavřeni do připravené dřevěné konstrukce. Ta byla postavena na nedalekém ostrově na Rýnu, ale přesná poloha není známa, ačkoli se pravděpodobně nacházela poblíž ústí řeky Birsig. Mohlo se také jednat o písečnou mělčinu. Dne 16. ledna 1349 byla dřevěná stavba zapálena a Židé zavření uvnitř byli upáleni nebo se udusili.

Současný kronikář Matyáš z Neuenburgu popisuje tuto událost takto:
"Proto byli všichni basilejští Židé bez právního rozsudku a kvůli křiku lidu upáleni na ostrově v řece Rýn v novém domě" (Cremati sunt igitur absque sentencia ad clamorem populi omnes Judei Basilienses in una insula Rheni in domo nova)
Nově postavený dům byl pravděpodobně postaven s cílem v něm Židy upálit. Počet 600 obětí zmíněných ve středověkých pramenech se zdá být nadsazený, protože takový počet Židů mohl jen stěží žít v 19 domech místní židovské obce. Moderní historici považují za pravděpodobný počet 50 až 70 obětí. Židovské děti byly zřejmě ušetřeny. Byly však násilně pokřtěny a umístěny do klášterů. Podle seznamu židovských mučedníků sepsaného mnoho let po incidentu, bylo pokřtěno 130 z nich. Zdá se, že byla ušetřena i řada dospělých Židů poté, co přistoupili na konverzi.
Podobené pogromy se odehrály ve Freiburgu (30. ledna 1349) a ve Štrasburku (14. února 1349). K masakru v Basileji došlo ještě před tím, než se do města rozšířil mor. Když během dubna a května 1349 skutečně propukl, byli konvertovaní Židé stále obviňováni z otravy studní. Basilejští úředníci vynesli rozsudek nad některými pokřtěnými Židy a 4. července 1349 byli čtyři z nich mučeni na kole poté, co se "přiznali", že otrávili basilejské studny (Juden... Offenlich vor gerichte verjahen und seiten, das si die brunnen ze unserre state etlich vergift hettent). Zbývající konvertovaní Židé byli částečně popraveni, částečně vyhnáni. Do konce roku 1349 byli všichni místní Židé pryč (vyhnáni nebo zavražděni), jejich hřbitov byl zničen a všechny dluhy vůči Židům byly prohlášeny za vyrovnané.

## Důsledky
Po vyhnání Židů v roce 1349 se Basilej veřejně rozhodla, že po dobu nejméně dvou set let nevpustí zpět do města žádné Židy. Nicméně o necelých patnáct let později se Židům po katastrofálním zemětřesení v roce 1356 umožnil návrat do města, protože k obnově města byly potřeba půjčky a finanční prostředky. Do roku 1361 tak Židé opět v Basileji žili, v roce 1370 jich bylo asi 150 z celkového počtu asi 8 tisíc obyvatel.
Žili tam však pouze do roku 1397, kdy byla opět vznesena obvinění z otravy studní. Židé město opustili a byly vydány městské dekrety, které jim měly zabránit v návratu. Následně byli Židé v roce 1427 vyhnáni z Bernu a v roce 1436 z Curychu. Později v 16. století bylo dovoleno v Basileji žít několika Židům, kteří pracovali pro hebrejské tiskaře. Židovští obchodní měli dále povolen vstup do města jednou měsíčně. Trvale se Židé vrátili do Basileje až v roce 1805.